# Didattica aperta
Per didattica aperta si intende una metodologia didattica recente ma non del tutto nuova. Da qualche anno infatti si è iniziato a parlare di didattica aperta, questo perché a partire dagli anni ’90 la didattica aperta si sviluppa in Germania, attraverso il lavoro svolto sul campo, a scuola e a livello scientifico attraverso le pubblicazioni, da parte del maestro e studioso Falko Peschel. Per quanto riguarda l’Italia la didattica aperta è stata portata dalla docente Heidrun Demo, che mette in pratica delle buone pratiche della didattica aperta all’interno del contesto scolastico nell’area geografica dell’alto Adige. Non esiste in letteratura scientifica una definizione univoca di didattica aperta, nel 2009 Jürgens nel definirla sostiene che “è un movimento che raccoglie concettualizzazioni e pratiche eterogenee che hanno in comune il fatto di mettere in discussione più o meno radicalmente le tradizionali pratiche di insegnamento - apprendimento”. Volendone rintracciare le origini dobbiamo far riferimento a Freinet, Montessori, Dewey, don Milani perché all’interno del contesto della didattica aperta l’insegnante non ha più quel ruolo centrale tipico della didattica formale, si sviluppa invece una didattica di tipo incidentale, ossia il ruolo centrale viene svolto dagli allievi i quali Imparare facendo. All’interno della didattica aperta soprattutto con alcune tipologie specifiche di didattica aperta, riveste un ruolo importante il cerchio, ossia l’attività di cyrcle times, che può essere utilizzata come prima volta quando si utilizza la didattica aperta, nel caso in cui invece la pratica di didattica aperta fosse utilizzata già da diverso tempo è preferibile utilizzare questa strategia del cerchio il primo giorno della settimana. All’interno del cerchio gli alunni hanno la possibilità di dire di cosa intendono occuparsi, cosa svolgere in quella particolare settimana e al termine d essa hanno l’occasione di riflettere sul lavoro svolto, compiendo così un processo di autovalutazione e autoriflessione su quanto fatto. Le caratteristiche della didattica aperta riguardano in primis i ruoli, in quanto vengono un po’ rivisti quelli tradizionali di insegnante e alunno. Quest’ultimi sono messi al centro del processo di apprendimento e insegnamento, dando loro più fiducia, sviluppando così le competenze di problem solving , che solitamente si riducono con la didattica tradizionale, infatti con la didattica aperta si sviluppa un apprendimento implicito e informale, perché non vi è l’insegnante che attraverso la lezione fornisce dei contenuti ma l’alunno si trova a svolgere delle attività attraverso cui può sviluppare delle competenze e imparare nuovi argomenti, nel momento in cui dovesse trovarsi in difficoltà deve prima cercare delle soluzioni, chiedendo ai compagni senza necessariamente chiedere aiuto all’insegnante. Il ruolo dell’insegnante che utilizza la didattica aperta è quello di progettare spazi, tempi e materiali; l’insegnante svolge il ruolo di guida all’interno della classe, accompagna gli alunni attraverso il processo di apprendimento e osserva sia il processo che compiono sia le dinamiche che si instaurano all’interno della classe, che emergono in particolar modo con la didattica aperta.